# París-Tours 2020
La París-Tours 2020 fou la 114a edició de la París-Tours. La cursa es disputà el diumenge 11 d'octubre de 2020 amb inici a Chartres i final a Tours, després de 213 quilòmetres de recorregut. S'emmarcava dins el calendari de l'UCI ProSeries 2020 amb una categoria 1.Pro.
El vencedor final fou el danès Casper Pedersen (Team Sunweb), que s'imposà a l'esprint a Benoît Cosnefroy (AG2R La Mondiale). Joris Nieuwenhuis (Team Sunweb) completà el podi.

## Equips
| WorldTeams (4)- AG2R La Mondiale - Cofidis - Groupama-FDJ - Team Sunweb ProTeams (16)- Alpecin-Fenix - B&B Hotels-Vital Concept p/b KTM - Bingoal-Wallonie Bruxelles - Burgos-BH - Caja Rural-Seguros RGA - Circus-Wanty Gobert - Euskaltel-Euskadi - Gazprom-RusVelo - Nippo Delko One Provence - Rally Cycling - Riwal Securitas - Sport Vlaanderen-Baloise - Arkéa-Samsic - Team Novo Nordisk - Total Direct Énergie - Uno-X Pro Cycling Team Equips continentals (2)- Natura4Ever-Roubaix Lille Métropole - Saint Michel-Auber 93 |
| |

## Classificació final
| \| Classificació general \| Classificació general \| Classificació general \| Classificació general \| Classificació general \| \| Corredor \| Corredor \| Equip \| Temps \| \| \| --------------------- \| --------------------- \| --------------------- \| --------------------- \| --------------------- \| \| 1r \| Casper Pedersen \| Team Sunweb \| 4h 51' 44" \| \| \| 2n \| Benoît Cosnefroy \| AG2R La Mondiale \| + 0" \| \| \| 3r \| Joris Nieuwenhuis \| Team Sunweb \| + 30" \| \| \| 4t \| Valentin Madouas \| Groupama-FDJ \| + 30" \| \| \| 5è \| Warren Barguil \| Arkéa-Samsic \| + 30" \| \| \| 6è \| Petr Vakoč \| Alpecin-Fenix \| + 30" \| \| \| 7è \| Romain Bardet \| AG2R La Mondiale \| + 30" \| \| \| 8è \| August Jensen \| Riwal Securitas \| + 2' 11" \| \| \| 9è \| Maurits Lammertink \| Circus-Wanty Gobert \| + 2' 11" \| \| \| 10è \| Rudy Molard \| Groupama-FDJ \| + 2' 11" \| \| |                    |                     |            |
| |                    |                     |            |
| Font: ProCyclingStats |                    |                     |            |
| Classificació general |                    |                     |            |
| Corredor | Corredor           | Equip               | Temps      |
| 1r | Casper Pedersen    | Team Sunweb         | 4h 51' 44" |
| 2n | Benoît Cosnefroy   | AG2R La Mondiale    | + 0"       |
| 3r | Joris Nieuwenhuis  | Team Sunweb         | + 30"      |
| 4t | Valentin Madouas   | Groupama-FDJ        | + 30"      |
| 5è | Warren Barguil     | Arkéa-Samsic        | + 30"      |
| 6è | Petr Vakoč         | Alpecin-Fenix       | + 30"      |
| 7è | Romain Bardet      | AG2R La Mondiale    | + 30"      |
| 8è | August Jensen      | Riwal Securitas     | + 2' 11"   |
| 9è | Maurits Lammertink | Circus-Wanty Gobert | + 2' 11"   |
| 10è | Rudy Molard        | Groupama-FDJ        | + 2' 11"   |